# Kasey Palmer
Kasey Remel Palmer (Lewisham, 9 novembre 1996) è un calciatore giamaicano con cittadinanza britannica, centrocampista dell'Hull City e della nazionale giamaicana.

## Carriera

### Club
Cresciuto nei settori giovanili di Charlton e Chelsea, dopo aver vinto due Youth League con i Blues, il 15 luglio 2016 viene ceduto in prestito all'Huddersfield Town. Compie il suo esordio professionistico il 6 agosto, nella partita di campionato vinta per 2-1 contro il Brentford, sostituendo al 78º minuto Jack Payne e segnando il gol del definitivo vantaggio un minuto dopo. Dopo aver conquistato una storica promozione in Premier League, da cui i Terriers mancavano da ben 45 anni, il 4 luglio 2017 il prestito viene confermato per un'altra stagione; il 3 gennaio 2018 ritorna al Chelsea. Il 31 gennaio viene ceduto a titolo temporaneo al Derby County.
Nel gennaio del 2019 si aggrega in prestito al Bristol City. Al termine della stagione si aggrega a titolo definitivo al Bristol City, che lo acquista dal Chelsea.
Successivamente gioca nella seconda divisione inglese anche con le maglie di Coventry City ed Hull City.

### Nazionale
Ha giocato nelle nazionali giovanili inglesi Under-17, Under-18, Under-20 ed Under-21.
Il 25 marzo 2021 ottiene la prima presenza con la nazionale giamaicana in un'amichevole giocata a Wiener Neustadt contro gli Stati Uniti.
Realizza la sua prima rete per la Giamaica nell'amichevole vinta per 3-2 contro Trinidad e Tobago.
Nel 2025 partecipa alla CONCACAF Gold Cup.

## Statistiche

### Presenze e reti nei club
Statistiche aggiornate al 23 novembre 2022.
| Stagione                 | Squadra                  | Campionato               | Campionato | Campionato | Coppe nazionali | Coppe nazionali | Coppe nazionali | Coppe continentali | Coppe continentali | Coppe continentali | Altre coppe | Altre coppe | Altre coppe | Totale | Totale | Totale |
| Stagione                 | Squadra                  | Comp                     | Pres       | Reti       | Comp            | Pres            | Reti            | Comp               | Pres               | Reti               | Comp        | Pres        | Reti        | Pres   | Reti   |        |
| ------------------------ | ------------------------ | ------------------------ | ---------- | ---------- | --------------- | --------------- | --------------- | ------------------ | ------------------ | ------------------ | ----------- | ----------- | ----------- | ------ | ------ | ------ |
| 2016-2017                | Huddersfield Town        | FLC                      | 24+1       | 4+0        | FACup+CdL       | 1+1             | 1+0             | -                  | -                  | -                  | -           | -           | -           | 27     | 5      |        |
| 2017-gen. 2018           | Huddersfield Town        | PL                       | 4          | 0          | FACup+CdL       | 0+1             | 0               | -                  | -                  | -                  | -           | -           | -           | 5      | 0      |        |
| Totale Huddersfield Town | Totale Huddersfield Town | Totale Huddersfield Town | 28+1       | 4          |                 | 3               | 1               |                    | -                  | -                  |             | -           | -           | 32     | 5      |        |
| gen.-giu. 2018           | Derby County             | FLC                      | 15+1       | 2+0        | FACup+CdL       | -               | -               | -                  | -                  | -                  | -           | -           | -           | 16     | 2      |        |
| 2018-gen. 2019           | Blackburn Rovers         | FLC                      | 14         | 1          | FACup+CdL       | 0+3             | 0+2             | -                  | -                  | -                  | -           | -           | -           | 17     | 3      |        |
| gen.-giu. 2019           | Bristol City             | FLC                      | 15         | 2          | FACup+CdL       | 2+0             | 0               | -                  | -                  | -                  | -           | -           | -           | 17     | 2      |        |
| 2019-2020                | Bristol City             | FLC                      | 25         | 1          | FACup+CdL       | 2+0             | 0               | -                  | -                  | -                  | -           | -           | -           | 27     | 1      |        |
| lug.-ott. 2020           | Bristol City             | FLC                      | 0          | 0          | FACup+CdL       | 0+2             | 0+2             | -                  | -                  | -                  | -           | -           | -           | 2      | 2      |        |
| ott. 2020-gen. 2021      | Swansea City             | FLC                      | 12         | 1          | FACup+CdL       | -               | -               | -                  | -                  | -                  | -           | -           | -           | 12     | 1      |        |
| gen.-giu. 2021           | Bristol City             | FLC                      | 23         | 2          | FACup+CdL       | 2+0             | 0               | -                  | -                  | -                  | -           | -           | -           | 25     | 2      |        |
| 2021-2022                | Bristol City             | FLC                      | 6          | 1          | FACup+CdL       | 1+1             | 0               | -                  | -                  | -                  | -           | -           | -           | 8      | 1      |        |
| Totale Bristol City      | Totale Bristol City      | Totale Bristol City      | 69         | 6          |                 | 10              | 2               |                    | -                  | -                  |             | -           | -           | 79     | 8      |        |
| 2022-2023                | Coventry City            | FLC                      | 30         | 3          | FACup+CdL       | 1+1             | 1+0             | -                  | -                  | -                  | -           | -           | -           | 32     | 4      |        |
| 2023-2024                | Coventry City            | FLC                      | 32         | 2          | FACup+CdL       | 5+1             | 2+0             | -                  | -                  | -                  | -           | -           | -           | 38     | 4      |        |
| Totale Coventry City     | Totale Coventry City     | Totale Coventry City     | 62         | 5          |                 | 8               | 3               |                    | -                  | -                  |             | -           | -           | 70     | 8      |        |
| Totale carriera          | Totale carriera          | Totale carriera          | 202        | 19         |                 | 24              | 8               |                    | -                  | -                  |             | -           | -           | 226    | 27     |        |

### Cronologia presenze e reti in nazionale
| Cronologia completa delle presenze e delle reti in nazionale ― Giamaica | Cronologia completa delle presenze e delle reti in nazionale ― Giamaica | Cronologia completa delle presenze e delle reti in nazionale ― Giamaica | Cronologia completa delle presenze e delle reti in nazionale ― Giamaica | Cronologia completa delle presenze e delle reti in nazionale ― Giamaica | Cronologia completa delle presenze e delle reti in nazionale ― Giamaica | Cronologia completa delle presenze e delle reti in nazionale ― Giamaica | Cronologia completa delle presenze e delle reti in nazionale ― Giamaica |
| Data                                                                    | Città                                                                   | In casa                                                                 | Risultato                                                               | Ospiti                                                                  | Competizione                                                            | Reti                                                                    | Note                                                                    |
| ----------------------------------------------------------------------- | ----------------------------------------------------------------------- | ----------------------------------------------------------------------- | ----------------------------------------------------------------------- | ----------------------------------------------------------------------- | ----------------------------------------------------------------------- | ----------------------------------------------------------------------- | ----------------------------------------------------------------------- |
| 25-3-2021                                                               | Wiener Neustadt                                                         | Stati Uniti                                                             | 4 – 1                                                                   | Giamaica                                                                | Amichevole                                                              | -                                                                       | 86’                                                                     |
| 8-9-2023                                                                | Kingston                                                                | Giamaica                                                                | 1 – 0                                                                   | Honduras                                                                | CONCACAF Nations League 2023-2024 - 1º turno                            | -                                                                       | 65’                                                                     |
| 13-9-2023                                                               | Kingston                                                                | Giamaica                                                                | 2 – 2                                                                   | Haiti                                                                   | CONCACAF Nations League 2023-2024 - 1º turno                            | -                                                                       |                                                                         |
| 21-3-2024                                                               | Arlington                                                               | Stati Uniti                                                             | 3 – 1 dts                                                               | Giamaica                                                                | CONCACAF Nations League 2023-2024 - Semifinale                          | -                                                                       | 53’ 74’                                                                 |
| 24-3-2024                                                               | Arlington                                                               | Panama                                                                  | 0 – 1                                                                   | Giamaica                                                                | CONCACAF Nations League 2023-2024 - Finale 3º posto                     | -                                                                       | 43’ 81’                                                                 |
| 9-6-2024                                                                | Roseau                                                                  | Dominica                                                                | 2 – 3                                                                   | Giamaica                                                                | Qual. Mondiali 2026                                                     | -                                                                       |                                                                         |
| 22-6-2024                                                               | Houston                                                                 | Messico                                                                 | 1 – 0                                                                   | Giamaica                                                                | Coppa America 2024 - 1º turno                                           | -                                                                       |                                                                         |
| 26-6-2024                                                               | Paradise                                                                | Ecuador                                                                 | 3 – 1                                                                   | Giamaica                                                                | Coppa America 2024 - 1º turno                                           | -                                                                       | [ 17 ]                                                                  |
| 30-6-2024                                                               | Austin                                                                  | Giamaica                                                                | 0 – 3                                                                   | Venezuela                                                               | Coppa America 2024 - 1º turno                                           | -                                                                       |                                                                         |
| 6-9-2024                                                                | Kingston                                                                | Giamaica                                                                | 0 – 0                                                                   | Cuba                                                                    | CONCACAF Nations League 2024-2025 - 1º turno                            | -                                                                       |                                                                         |
| 10-9-2024                                                               | Tegucigalpa                                                             | Honduras                                                                | 1 – 2                                                                   | Giamaica                                                                | CONCACAF Nations League 2024-2025 - 1º turno                            | -                                                                       | 77’                                                                     |
| 14-10-2024                                                              | Kingston                                                                | Giamaica                                                                | 0 – 0                                                                   | Honduras                                                                | CONCACAF Nations League 2024-2025 - 1º turno                            | -                                                                       | 76’                                                                     |
| 14-11-2024                                                              | Kingston                                                                | Giamaica                                                                | 0 – 1                                                                   | Stati Uniti                                                             | CONCACAF Nations League 2024-2025 - Quarti di finale                    | -                                                                       | 58’                                                                     |
| 27-5-2025                                                               | Londra                                                                  | Giamaica                                                                | 3 – 2                                                                   | Trinidad e Tobago                                                       | Amichevole                                                              | 1                                                                       | 70’                                                                     |
| 31-5-2025                                                               | Brentford                                                               | Giamaica                                                                | 2 – 2 (4 – 5 dtr)                                                       | Nigeria                                                                 | Amichevole                                                              | -                                                                       | 45+2’ 75’                                                               |
| 7-6-2025                                                                | Road Town                                                               | Isole Vergini Britanniche                                               | 0 – 1                                                                   | Giamaica                                                                | Qual. Mondiali 2026                                                     | -                                                                       | 69’ 90+3’                                                               |
| 10-6-2025                                                               | Kingston                                                                | Giamaica                                                                | 3 – 0                                                                   | Guatemala                                                               | Qual. Mondiali 2026                                                     | -                                                                       | 77’                                                                     |
| 16-6-2025                                                               | Carson                                                                  | Giamaica                                                                | 0 – 1                                                                   | Guatemala                                                               | Gold Cup 2025 - 1° turno                                                | -                                                                       | 67’                                                                     |
| 24-6-2025                                                               | Austin                                                                  | Panama                                                                  | 4 – 1                                                                   | Giamaica                                                                | Gold Cup 2025 - 1° turno                                                | -                                                                       |                                                                         |
| Totale                                                                  |                                                                         | Presenze                                                                | 19                                                                      |                                                                         | Reti                                                                    | 1                                                                       |                                                                         |

## Palmarès

### Club

#### Competizioni giovanili
- FA Youth Cup: 2

Chelsea: 2013-2014, 2014-2015
- UEFA Youth League: 2

Chelsea: 2014-2015, 2015-2016